# 平和公園停留場

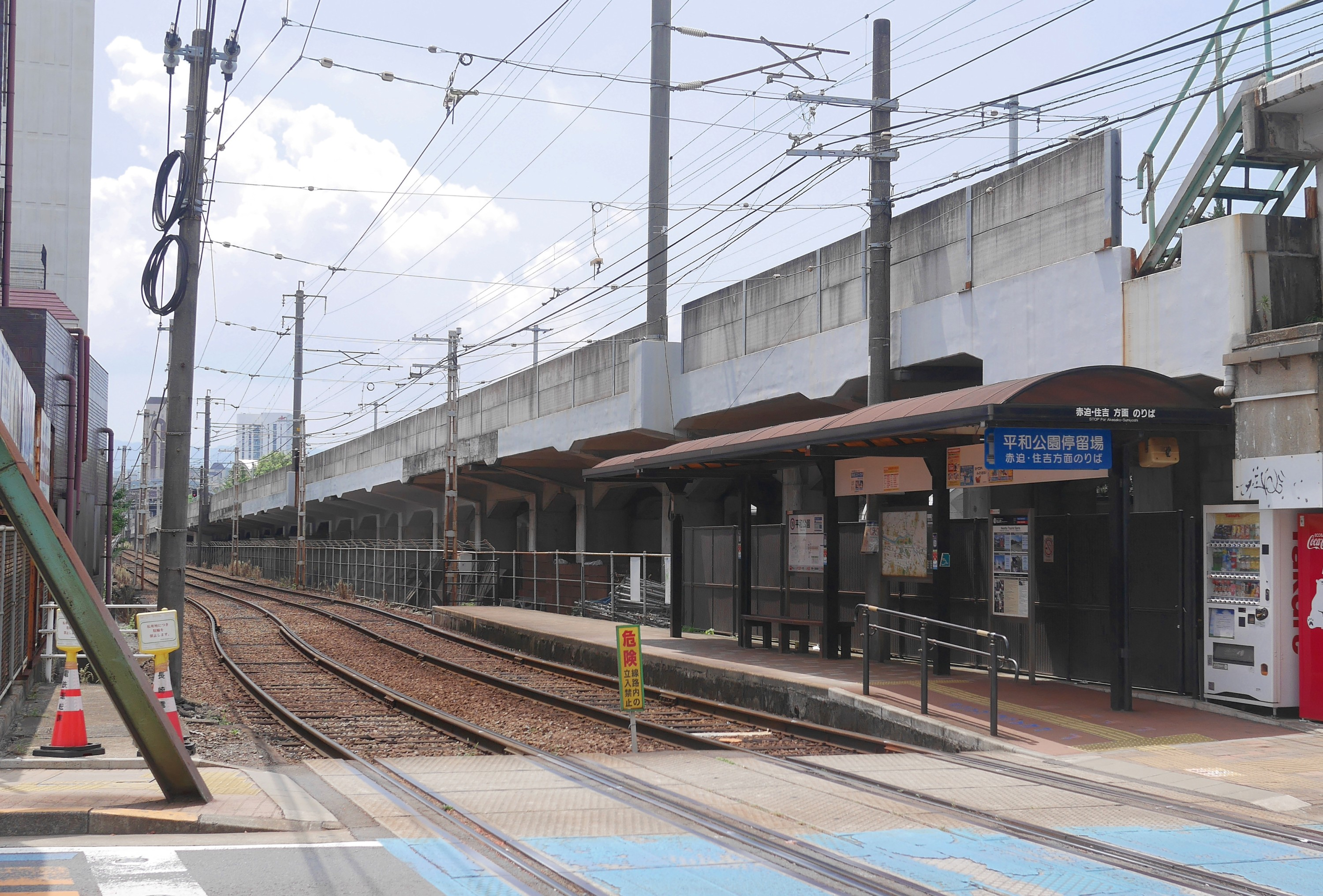
赤迫、住吉方向月台

平和公園停留場（日语：／ Heiwa kōen teiryūjō */?），又稱平和公園電車站，是位於長崎縣長崎市松山町，長崎電氣軌道本線的電車站。車站編號為19。

## 歷史
此電車站在1933年（昭和8年）本線延伸時啟用，當時名為松山町停留場（日语：／）。在1945年（昭和20年）8月9日，長崎市被投下原子彈後，長崎電軌本線全線不能通行。此電車站距離原爆中心最近。包含此電車站在內，濱口町至大橋之間的路段為路軌受損最嚴重的區間。在原爆後2年後修復完成，於1947年（昭和22年）重開。
在2018年（平成30年），電車站以鄰近的觀光景點而命名，改名為平和公園停留場。

### 年表
- 1933年（昭和8年）12月25日 - 下之川停留場（廢止）至大橋停留場之間開通，松山町停留場啟用[3][2]。
- 1945年（昭和20年）8月9日 - 長崎市被投下原子彈，使全線不能通行[3]。
- 1947年（昭和22年）5月16日 - 浦上站前至大橋之間重開[3]。
- 1961年（昭和36年） - 改變月台構造[1]。
- 2000年（平成12年）2月19日 - 電車站裝修[7]。
- 2002年（平成14年）8月27日 - 長崎站前方向月台設置廣播裝置[7]。
- 2018年（平成30年）8月1日 - 電車站改名為平和公園停留場[6][8]。

## 電車站構造
電車站是建造在專用軌道上。電車站設有2面2線的低地台相對式月台（千鳥式月台）。兩月台相隔一條道路。北邊是長崎站前方向月台，南邊是赤迫方向月台。站內的軌道有微彎。在路軌與道路相交處為第4種平交道。
長崎站前方向月台上設有日語和英語的自動廣播系統，以介紹附近的觀光景點。此站設有自動販賣機。在8月9日舉行平和祈念典禮當天，為了減輕擁擠的情況，電車站中設有檢票口，以及支付車費的地方。因此乘客可於乘車門下車。月台上蓋在2000年2月進行更換。
曾經赤迫方向月台為島式月台，並於車頭前進方向右邊乘車。隨著360形引入，在1961年（昭和36年）改造為現時月台的模樣。

### 運行系統
此電車站是本線電車站之一。當中1、2、3系統駛入此站。

## 使用狀況
根據「長崎電軌」的調査，以下為1日的上下車人次資料。主要的乘客是前往附近觀光景點，又或是轉乘巴士。
- 1998年 - 5,435人[4]
- 2015年 - 3,800人[14]

以下為1日平均乘車人次、上下車人次列表：
| 年度   | 1日平均 乘車人次 | 1日平均 上下車人次 |
| ------ | ---------------- | ------------------ |
| 2012年 |                  | 3,746              |
| 2013年 | 1,885            | 3,800              |
| 2014年 | 1,861            | 3,700              |
| 2015年 | 1,935            | 3,900              |

## 巴士路線
縣營巴士、長崎巴士 平和公園巴士站
- 原本電車站旁設有「松山町」巴士站。在2019年（平成31年）4月1日起，縣營巴士改名為現稱，同月8日長崎巴士也改名為現稱。

## 電車站周邊
電車站鄰近國道206號和長崎本線高架橋。
車站鄰近長崎市民綜合泳池、長崎市營陸上競技場、長崎市營欖球·足球場等體育設施，也鄰近和平公園、原爆落下中心地、浦上天主堂等觀光景點。體育設施位於電車站西邊，觀光設施位於電車站東邊國道對面。當舉行高校綜體的縣大會等體育活動時，會有許多乘客到訪此站。
- 九州電力長崎分店
- 長崎銀行（日语：長崎銀行）浦上分店

## 相鄰電車站
長崎電氣軌道
本線（■1號系統、□2號系統、■3號系統）
大橋（18）－平和公園（19）－原爆資料館（20）
- 在1944年（昭和19年）前，此電車站與鄰站大橋停留場之間曾經設有岡町停留場，此電車站與鄰站原爆資料館停留場之間曾經設有下之川停留場。

## 注腳
1. 1 2 3 4 5  田栗 2005，第50頁.
2. 1 2 3  今尾 2009，第57頁.
3. 1 2 3 4 5  田栗 2005，第157頁.
4. 1 2 3  田栗 & 宮川 2000，第50頁.
5. ↑  田栗 & 宮川 2000，第98頁.
6. 1 2  . 長崎電気軌道. 2018-03-30  [2018-04-04]. （原始内容存档于2018-03-30） （日语）.
7. 1 2  田栗 2005，第156頁.
8. ↑  浅野孝仁. . 毎日新聞（地方版・長崎） (毎日新聞西部本社). 2018-07-31: 23 （日语）.
9. ↑  100年史，第130頁.
10. 1 2 3 4  川島 2013，第44頁.
11. ↑  川島 2007，第119頁.
12. ↑  100年史，第98頁.
13. 1 2 3  100年史，第115頁.
14. ↑  100年史，第124頁.
15. ↑  国土数値情報(駅別乗降客数データ)  （页面存档备份，存于）（日語） - 國土交通省，2018年3月26日參閲。
16. ↑  《九州運輸要覧 平成26年度版PDF》，86頁。
17. ↑  《九州運輸要覧 平成27年度版PDF》，86頁。
18. ↑  《九州運輸要覧 平成28年度版PDF》，87頁。